# 小西葉子
小西 葉子（こにし ようこ）は、日本の経済学者。専門は計量経済学。経済産業研究所上席研究員。博士（経済学）（名古屋大学・2003年）。

## 経歴
- 1993年3月　福岡県立小倉高等学校卒業[1]
- 1993年4月　長崎大学経済学部経済学科入学[1]
- 1997年3月　長崎大学経済学部経済学科卒業[1]、学士（経済学）
- 1997年4月　長崎大学経済学研究科済学専攻修士課程入学[1]
- 1999年3月　長崎大学大学院経済研究科修士課程修了[1]、修士（経済学）
- 1999年4月　名古屋大学大学院経済学研究科博士後期課程入学[1]
- 2003年3月　名古屋大学大学院経済研究科博士後期課程修了[1]、博士（経済学）
- 2003年4月 - 2006年3月　京都大学にて、日本学術振興会特別研究員[1]
- 2005年7月 - 2006年3月　スタンフォード大学経済学部客員研究員[1]
- 2006年4月 - 2008年2月　一橋大学経済研究所専任講師[1]
- 2008年3月　一橋大学経済研究所非常勤講師
- 2008年3月　一橋大学経済学研究科非常勤講師
- 2008年3月　京都大学経済研究所非常勤講師
- 2008年3月 - 経済産業研究所研究員[1][2]
- 2009年3月　日本学術振興会海外特別研究員[1]
- 2009年3月　イェール大学客員研究員
- 2009年3月　コウルズ財団[1]
- 2012年4月 - 京都大学経済研究所非常勤講師[1]
- 2013年 - 京都大学経済研究所客員准教授、日本大学大学院グローバル・ビジネス研究科非常勤講師、総務省統計委員会専門委員[3]
- 2014年 - 経済産業研究所上席研究員[3]
- 2018年 - 大阪大学大学院経済学研究科特任教授、京都大学経済研究所客員准教授、東北大学大学院経済学研究科サービス・データ科学研究センター客員准教授[3]
- 2020年 - 東北大学大学院経済学研究科特任教授[3]